# Osbert de Clare
Pour les articles homonymes, voir Osbert.
Osbert de Clare est un moine et écrivain anglais du XIIe siècle. Prieur de l'abbaye de Westminster, il est l'auteur de plusieurs hagiographies de saints anglais.

## Biographie
Osbert pourrait être né dans les années 1090. Dans ses écrits, il se présente comme d'ascendance noble et natif de Clare, dans le Suffolk. Il est possible qu'il soit entré en religion au prieuré de Clare (en) vers 1110 avant de rejoindre l'abbaye de Westminster. Il y reçoit sans doute une éducation approfondie, dont témoigne sa production littéraire, sous la tutelle de l'abbé Gilbert Crispin.
À la mort de Crispin, en 1117, Osbert est élu prieur de Westminster, puis abbé, mais le roi Henri Ier rejette son élection et place à la tête de l'abbaye l'aumônier Herbert. Osbert est alors envoyé à Ely, peut-être parce qu'il refusait d'être supplanté. Son exil dure quelques années, période durant laquelle il contribue à la fondation du prieuré de Kilburn (en), dans le Middlesex.
Osbert retrouve sa place de prieur à Westminster en 1134 au plus tard. Il œuvre alors en faveur de la canonisation du roi Édouard le Confesseur, le fondateur de l'abbaye, et se rend à Rome pour en plaider la cause en personne devant le pape Innocent II, sans obtenir gain de cause.
La fin de sa vie semble avoir été difficile : il se décrit comme terriblement endetté dans des lettres rédigées vers la fin du règne d'Étienne de Blois, peut-être en raison d'un nouvel exil. Sa dernière mention dans les sources date de 1158, dans une charte de l'abbaye de Westminster où il figure en deuxième position parmi les signataires, après un nouveau prieur nommé Helias.

## Œuvre
Outre sa correspondance, Osbert est l'auteur de trois hagiographies de saints anglais. Il rédige avant 1138 une vie d'Édouard le Confesseur en s'inspirant de la Vita Ædwardi regis, un texte produit peu après la conquête normande de l'Angleterre. Il écrit également une vie d'Eadburh de Winchester pour l'abbaye de Pershore et dédie une vie d'Æthelberht d'Est-Anglie à l'évêque de Hereford Gilbert Foliot. L'historien Frank Barlow le juge « pédant et prétentieux en plus d'être prolixe », notant qu'il aime beaucoup étaler sa grande érudition.